# Єпархія Мемфіса (титулярна)
Єпархія Мемфісу (лат.: Dioecesis Memphitana) - закритий престол Александрійського патріархату і титульна кафедра католицької церкви.

## Історія
Мемфіс — стародавня єпископська кафедра римської провінції Аркадія в цивільній єпархії Єгипту. Вона входила до Александрійського патріархату і була суфраганкою архієпархії Оссірінко.
Першим відомим єпископом цієї стародавньої єпархії є Антіох, який брав участь у Нікейському соборі 325 року. У той час на кафедрі Мемфіса також стояв єпископ-розкольник Іоанн, який приєднався до Мелетійської партії, головного противника Афанасія Александрійського. Ім’я Іоанна фігурує в списку єпископів його прихильників, переданому нам Афанасієм, який Мелетій Лікопольський надіслав архієпископу Александрійському Александру після Нікейського собору. Сам єпископ брав участь у Тирському соборі 335 року. Іоанн вважається наступником Мелетія на чолі розкольницької групи.
Близько 340 р. деякі автори згадують єпископа Несторія, невідомого Ле Квіну та Мартіну.
Ці єпископи римської та візантійської епохи знають імена деяких коптських єпископів Мемфіса, які жили між VIII і XI століттями, Птолемея, Філіпа, Макарія, Авраама та Хаіла. Серед них слід згадати Макарія, автора тексту про стародавню літургію конфірмації та хрещення.
З ХІХ століття Мемфіс входить до числа титульних єпископських престолів Католицької Церкви; з 22 лютого 2013 р. архієпископом, особистим титулом, титуляром є Майкл Воллес Банах, апостольський нунцій в Угорщині.

## Хронотаксис

### Грецькі єпископи
- Антіох † (згадується в 325 р.)
  - Іоанн † (до 325 - після 335 ) (єпископ Мелетіан)
- Несторій † (згадується близько 340 р.)

### Титулярні єпископи
- Авраам Часюр † (27 липня 1824 р. - ?)
- Ян Пузина † (26 лютого 1886 — 22 січня 1895 призначений єпископом Краківським)
- Джузеппе Барілларі † (помер 30 травня 1895 — 25 листопада 1902)
- Сальваторе Фраттоккі † (22 червня 1903 — 24 січня 1905 призначений єпископом Орв'єто)
- Антоніо Вальбонезі † (4 травня 1906 - 5 січня 1934 помер)
- Джеффрі Заккеріні † (помер 11 травня 1934 — 7 грудня 1938 )
- Джоаккіно Ді Лео † (5 лютого 1940 — 18 лютого 1946 призначений архієпископом Ланчано та єпископом Ортони)
- Паоло Рота † (10 березня 1947 — 28 грудня 1952 призначений єпископом Фіденци)
- Генріх Форер † (помер 11 лютого 1956 - 5 жовтня 1997)
- Джеймс Майкл Гарві (7 лютого 1998 - 24 листопада 2012 призначений кардиналом-дияконом св. Пія V на Віллі Карпенья)
- Майкл Воллес Банах, з 22 лютого 2013 року

## Зовнішні посилання
- (англ.) La sede titolare su Catholic Hierarchy
- (англ.) La sede titolare su Gcatholic